# Transcendentais
Os transcendentais (em latim: transcendentalia) são as propriedades do ser consideradas na filosofia clássica como as mais superiores, essenciais e absolutas; geralmente correspondem a três aspectos do campo de interesse humano e são seus ideais; ciência (verdade), artes (beleza) e religião (bondade). Disciplinas filosóficas que as estudam são lógica, estética e ética. Elas também pressupõem e por vezes incluem o próprio todo do qual participam, as ideias de Ser e de simplicidade do Um (unidade).   

## História
Parmênides primeiro perguntou sobre as propriedades co-extensivas ao ser. Sócrates, falado através de Platão, seguiu-o na discussão sobre a Ideia do Uno, no diálogo Parmênides, e Platão transmitiu a Ideia do Bem como sendo a fonte que irradia a beleza e a verdade e causa de todos os seres.
A teoria da substância de Aristóteles (ser uma substância pertence ao ser enquanto ser) tem sido interpretada como uma teoria dos transcendentais. Aristóteles discute apenas a unidade ("Um") explicitamente porque é o único transcendental intrinsecamente relacionado ao ser, enquanto a verdade e a bondade se relacionam com criaturas racionais.
Na Idade Média, os filósofos católicos elaboraram o pensamento de que existem transcendentais (transcendentalia) e que eles transcendiam cada uma das dez categorias aristotélicas. Uma doutrina da transcendentalidade do bem foi formulada por Alberto, o Grande. Seu aluno, Tomás de Aquino, postulou cinco transcendentais: res, unum, aliquid, bonum, verum; ou "coisa", "um", "outro algo", "bom" e "verdadeiro". Tomás deriva os cinco explicitamente como transcendentais, embora em alguns casos ele siga a lista típica dos transcendentais consistindo no Um, no Bem e no Verdadeiro. Os transcendentais são ontologicamente um e, portanto, são conversíveis: por exemplo, onde há verdade, também há beleza e bondade. Duns Escoto afirma que "todas as coisas naturalmente conhecíveis por Deus são transcendentais" e que os transcendentais são as "perfeições puras" e "pertence ao significado de 'transcendental' não ter predicado superior a ele além de 'ser'".
Na teologia cristã, os transcendentais são tratados em relação à teologia própria, a doutrina de Deus. Os transcendentais, de acordo com a doutrina cristã, podem ser descritos como os desejos últimos do homem. O homem, em última instância, busca a perfeição, que toma forma através do desejo de realização perfeita dos transcendentais. A Igreja Católica ensina que Deus é Ele mesmo verdade, bondade e beleza, conforme indicado no Catecismo da Igreja Católica. Cada um transcende as limitações de lugar e tempo e está enraizado no ser. Os transcendentais não dependem da diversidade cultural, doutrina religiosa ou ideologias pessoais, mas são as propriedades objetivas de tudo o que existe. 